# Carlo Bohländer
Scènes principales
Jazzkeller
Carlo Bohländer (né le 25 septembre 1919 à Francfort-sur-le-Main, mort le 5 juin 2004 dans la même ville) est un trompettiste de jazz allemand.

## Biographie
Bohländer étudie de 1935 à 1938 la trompette de la musique classique au Conservatoire Hoch et de 1398 à 1939 à l'École supérieure de musique et d'art dramatique de Francfort-sur-le-Main (de). En 1941, il est l'un des fondateurs Hot Club de Francfort (non légalisé) et joue de la trompette dans le Hotclub Combo. Pendant la Seconde Guerre mondiale, il ne fait pas d'efforts lors de son service militaire pour en être libéré et retrouver le combo qui comprend Emil Mangelsdorff, Hans Otto Jung ou Horst Lippmann.
Il fonde en 1951 le Domicile du Jazz qui deviendra le Jazzkeller et en 1955 le club de jazz Storyville. En 1968, il reprend avec sa femme Anita Honis le Balalaika, alors un bar de musique folklorique russe, dont il fait un bar musical international où, entre autres, est invité Mohamed Ali. Il enseigne le jazz à la Hochschule für Musik und Tanz Köln de 1958 à 1959 et dirige le cours de jazz à la Frankfurter Jugendmusikschule avec Emil Mangelsdorff de 1960 à 1966. Il joue peu à partir des années 1960. Il écrit des livres et édite des manuels de jazz. Avec Karl Heinz Holler, il est également l'auteur de la première encyclopédie de jazz en langue allemande, Reclams Jazzführer, dont il supervise les différentes éditions jusqu'à sa mort.